# Murta, Dolj
Murta este un sat în comuna Dobrești din județul Dolj, Oltenia, România.
 Acest articol despre o localitate din județul Dolj este deocamdată un ciot. Puteți ajuta Wikipedia prin completarea lui.

Este un sat care face parte din comuna Dobresti.
Este situat in sudul Romaniei, la 6 Km pana la raul Jiu, 15 Km de fluviul Dunare.
Numar de locuitori aproximativ: 1000